# Yläne
Yläne est une ancienne municipalité du sud-ouest de la Finlande, dans la région de Finlande du Sud-Ouest.
Elle a fusionné avec la commune de Pöytyä le 1er janvier 2009.
La première mention du lieu date du XIVe siècle, quand Yläne devient une subdivision de la paroisse de Pöytyä. Une église y est finalement construite en 1782.
L'ancienne petite commune est bordée au nord par le grand lac Pyhäjärvi. L'agriculture y reste une des principales ressources. La partie occidentale de la municipalité est peu peuplée, avec plusieurs zones protégées notamment une partie du parc national de Kurjenrahka.
La capitale provinciale Turku est distante de 55 km. Pori est à 88 km, Tampere à 121 km et Helsinki à 215 km. 